# A Mi lenne, ha…? epizódjainak listája
Itt láthatóak a Mi lenne, ha…? epizódjai évados bontásban.

## Évadok
| Évad | Évad | Epizódok | Eredeti sugárzás    | Eredeti sugárzás   | Eredeti adó        | Magyar sugárzás    | Magyar sugárzás  | Magyar adó |
| Évad | Évad | Epizódok | Évadpremier         | Évadfinálé         | Eredeti adó        | Évadpremier        | Évadfinálé       | Magyar adó |
| ---- | ---- | -------- | ------------------- | ------------------ | ------------------ | ------------------ | ---------------- | ---------- |
|      | 1    | 9        | 2021. augusztus 11. | 2021. október 6.   |                    | 2022. június 14.   | 2022. június 14. |            |
|      | 2    | 9        | 2023. december 22.  | 2023. december 30. | 2023. december 22. | 2023. december 30. |                  |            |
|      | 3    | 8        | 2024. december 22.  | 2024. december 29. | 2024. december 22. | 2024. december 29. |                  |            |

## Epizódok

### Első évad (2021)
| Sor. | Év. | Cím | Rendező       | Író                              | Premier                               |
| --- | --- | --- | ------------- | -------------------------------- | ------------------------------------- |
| 1. | 1.  | Mi lenne, ha... Carter Kapitányból válna az első bosszúálló? (What If... Captain Carter Were The First Avenger?)                      | Bryan Andrews | A.C. Bradley                     | 2021. augusztus 11. 2022. június 14.  |
| A kezdésében a jól megszokott történettel indít a sorozat. Steve Rogers készül hogy alanya legyen a szuperkatona projektnek. Ezen a ponton történik a változásː Egy Hydra kém, Kruger szabotázst hajt végre és bombát robbant a laborban, Chester Phillips-et lelövi és Steve-et is megsebesíti. Peggy leszereli a kémet és mielőtt megsemmisülne minden, beszáll a gépbe majd Stark segítségével végrehajtják a kísérletet. John Flynn ezredes szerint elpazarolták a szérumot és nők amúgy sem valók katonának. Howard Stark titokban felszerelést ad Peggy-nek és a nő megszerzi a Tesseractot. Elő is léptetik kapitánnyá. Stark Steve-nek is készít egy vasember szerű páncélt és elnevezik "Hydra-ölőnek". Sok csatát megvívnak, barátját Bucky-t és társait kiszabadítják a Hydra fogságából. Egy küldetés alkalmával egy Hydrás vonatot kísérelnek megállítani, de csapdát állítottak nekik és a vonattal együtt a Hydra-ölő felrobban benne Steve-vel. Peggy és szövetségesei beszivárognak egy Hydra bázisba, ahol megtalálják a fogságban tartott Steve-et. A bázison a Vörös Koponya a Tesseract segítségével megnyit egy portált, és egy polip szerű lény lép ki belőle. A lény azonnal megöli a Koponyát és a többiekre is rátámad. Peggy visszaküldi a portálon keresztül a lényt a saját dimenziójába de ehhez a nőnek is át kell lépnie a kapun, majd Stark lezárja a portált. Majdnem 70 évvel később a portált újra megnyitják, Peggy kiszabadul, akit Nick Fury és Clint Barton fogad és elárulják neki, hogy a háború majdnem 70 évvel ezelőtt véget ért. |     | |               |                                  |                                       |
| 2. | 2.  | Mi lenne, ha... T'Challa lenne Űrlord? (What If... T'Challa Became a Star-Lord?)                                                      | Bryan Andrews | Matthew Chauncey                 | 2021. augusztus 18. 2022. június 14.  |
| A második rész az eredeti történettől már az elejétől kezdve máshogy alakul. Yondu saját maga helyett az embereit küldi hogy Ego fiát, Peter Quill-t megtalálják. Tévedésből viszont a Fosztogatók hajója T'Challa-t rabolja el Wakandából. 20 évvel később már Űrlordként tevékenykedik mint a Fosztogatók vezetője. Ezen az idővonalon Űrlord, Robin Hood mintájára egy közismert "jótevő" fosztogató, aki a gazdagtól vesz el és a szegénynek ad. Mikor el akarja lopni az Erőkövet tartalmazó gömböt a Morag-ről, megjelennek Ronan katonái Korath vezetésével. Ő felismeri Űrlordot és bevallja, hogy rajong érte. Miután megküzdenek a gömbbért és T'Challa kiüti ellenfelét, kimenti Ronan seregéből és így csatlakozik a csapathoz. Ezen a síkon Nebula is Űrlord barátja, sőt még Thanos is, akit le tudott beszélni népirtó tervéről. Nebula munkát ajánl a csapatnak miszerint egy Genezis Parázsa nevű dolgot kellene megszerezni a Gyűjtőtől ami képes megszüntetni a galaktikus éhséget. Cserébe felajánlják neki az Erő követ, ami igazából elterelés és mialatt Nebula és Yondu feltartja Tivan-t addig Űrlord megkeresi a Genezis Parázsát. A keresés közben talál egy Wakandai űrhajót. Nebula elárulja a csapatot, Űrlordot egy Tivan egy kiállítási darabnak szánja, a többieket börtönbe veti. Mint kiderül a látszólagos árulás Nebula és Űrlord terve volt hogy megszerezzék amiért jöttek. Nebula kiszabadítja a csapat többi tagját, Űrlordot pedig Tivan rabszolgája, Carina menti meg. Menekülés közben Thanos és Nebula legyőzik a Fekete Rendet, majd mindannyian elmenekülnek. T'Challa és Yondu legyőzik a Gyűjtőt és otthagyják a korábbi raboknak akiket Carina kiszabadított. Ők a wakandai repülővel állnak odébb. T'Challa megbocsát Youndunak amiért hazudott Wakandáról, és visszatérnek oda hogy újra találkozzon a családjával. Eközben egy Dairy Queen nevezetű üzletben Peter Quillt láthatjuk mint gondnok. Ego érkezik a fiához aki átveszi az uralmat Peter elméje felett hogy bevonja világpusztító terveibe... |     | |               |                                  |                                       |
| 3. | 3.  | Mi lenne, ha... a világ elveszítené legnagyszerűbb hőseit? (What If... the World Lost Its Mightiest Heroes?)                          | Bryan Andrews | A.C. Bradley és Matthew Chauncey | 2021. augusztus 25. 2022. június 14.  |
| A harmadik rész is hasonlóan indul mint az eredetiben. Egy hét alatt Nick Fury a S.H.I.E.L.D. vezetője megpróbál hősöket toborozni a Bosszúállók csapatba. Ezen a ponton történik a változásː A lehetséges hősök titokzatos módon elhaláloznakː - Natasha Romanoff a gyógyszer helyett egy halálos injekciót ad be Tony Starknak, - Clint Barton véletlenül megöli Thort egy nyílvesszővel, - Barton a letartóztatása után hal meg, - Hulk furcsa módon egyszerűen felfújódik és felrobban. Romanoff ügynök elkezd nyomozni és be is lép a S.H.I.E.L.D. rendszerébe de megtámadják és megölik viszont még a dulakodás közepette egy üzenetet el tud küldeni Fury-nak miszerint a gyilkosságok Hope-pal kapcsolatosak. Eközben Loki és az asgard-i sereg megérkezik a Földre bosszút állni bátyja halála miatt. Fury meggyőzi, hogy őket is átverték és felajánlja neki, fogjanak össze. Fury arra a következtetésre jut, hogy Hank Pym a gyilkos, és a zsugorodó technológiáját használta a gyilkosságok elkövetéséreː - Tony-t és Clintet zsugorodott formában méreggel ölte meg, - Clint kezét zsugorodott formában ütötte meg így kilökve a kezéből az íjat, - Hulk szívére nagyító szerkezetet helyezett ami robbanásig növelte a szívét, - Romanoff ügynököt puszta kézzel intézte el. Mindezt bosszúként csinálta lánya, Hope van Dyne halála miatt, aki S.H.I.E.L.D. ügynök volt és egy küldetés során veszett oda. Apja Fury-t és a szervezetet hibáztatta. Végül Fury és Loki legyőzik Pym-et, akit Asgardiak őrizetbe vesznek. Loki úgy dönt, hogy a Földön marad és az emberiség uralkodója lesz, mialatt Fury elkezd újabb hősöket összegyűjteni. Meg is találja a jégbe fagyott Steve Rogers-t és Marvel Kapitányt is a Földre hívja. |     | |               |                                  |                                       |
| 4. | 4.  | Mi lenne, ha... Doctor Strange a szívét veszítené el a keze helyett? (What If... Doctor Strange Lost His Heart Instead of His Hands?) | Bryan Andrews | A.C. Bradley                     | 2021. szeptember 1. 2022. június 14.  |
| A negyedik rész elején Dr. Stephen Strange-t láthatjuk autós balesete előtt. Ezen a ponton történik a változásː Vele tart barátnője, Dr. Christine Palmer is, aki a baleset következtében elhunyt. A gyász közepette Strange elutazik Kamar-Taj-ba és megkezdi misztikus kiképzését. Ott léte során megtanulja használni Agamotto Szemét (amiben az Időkő rejlik), mellyel képes az időt manipulálni, de az Ősmágus és Wong figyelmeztetik, hogy használata el tudja pusztítani a valóságot. Dormammu legyőzését követően Strange a Szemmel megpróbálja visszapörgetni az időt és megmenti Christine-t, de minden egyes alkalommal Christine életét veszti. Az Ősmágus elárulja Strange-nek, hogy Christine halála egy "abszolút pont" az idővonalon, amit nem lehet eltörölni, de Strange ezt elengedi a füle mögött. Az Ősmágus erőt nyer a Sötét Dimenzióból és kétfelé osztja az idővonalt: az egyikben Strange démoni lényeket kebelez magába és a "Legfőbb Strange" nevű gonosszá avanzsál, a másikban Strange elfogadja, hogy Christine már nincs többé. Az Ősmágus megkéri a jó Strange-et, hogy állítsa meg a gonosz mását és mentse meg a világot. Azonban Legfőbb Strange felülkerekedik a jó Strange-en és őt is magába kebelezi. Majd újdonsült erejével visszaforgatja az időt és feltámasztja Christine-t, ám ezzel a valóságot darabokra szaggatja. Rájőve arra, hogy mit tett, Legfőbb Strange a Szemlélőnek könyörög segítségért, de a Szemlélő nem akar közbe avatkozni (mivel ezt meg sem teheti). Aztán Christine ismét meghal és az univerzum a semmibe vész. |     | |               |                                  |                                       |
| 5. | 5.  | Mi lenne, ha... lennének zombik?! (What If... Zombies?!)                                                                              | Bryan Andrews | Matthew Chauncey                 | 2021. szeptember 8. 2022. június 14.  |
| Hank Pym éppen Janet van Dyne-t keresi a Kvantum Világban. Ezen a ponton történik a változásː Amint rálel, Pym megtudja, hogy Janet-et megfertőzte egy kvantum vírus, ami zombivá változtatta. Aztán megfertőzi Pym-et, mielőtt visszatérnének a Földre és továbbterjesztik a vírust szerte a világban. Hetekkel később egy csapat túlélő (Bruce Banner, Hope van Dyne, Peter Parker, Bucky Barnes, Okoye, Sharon Carter, Happy Hogan és Kurt) tudomást szereznek egy túlélő táborról, ahol jelenleg egy ellenszeren dolgoznak. Útközben zombik támadnak rájuk és elvesztik Happy-t és Sharon-t. Hope is megfertőződik, de feláldozza magát, hogy a többieket eljuttassa a tábort. Ott ráeszmélnek, hogy Vízió túlélőket csalt oda, köztük Scott Lang-et (akiből már csak egy fej maradt) és T'Challát (aki elvesztette az egyik lábát), és velük táplálta Wanda Maximoff-ot, aki szintén zombi. Azonban Wanda kiszabadul és egy seregnyi zombit hozat a táborhoz (akiket Vízió az Elmekővel tartott távol, egyedül csak Wanda volt képes ellenállni neki), majd megöli Okoye-t, Kurt-ot és Bucky-t. Vízió feláldozza magát, amikor kiszedi a homlokából az Elmekövet és odaadja Peter-nek, mivel a Kő ereje képes kigyógyítani az embereket a vírusból. Bruce átváltozik Hulkká és feltartóztatja Wandát, míg Peter, Scott és T'Challa Wakandába sietnek, hogy onnan sugározzák az Elmekő energiáját, de Thanos, aki szintén elkapta a vírust és megszerezte a többi Végtelen Követ, egy másik zombi sereggel megtámadja őket. |     | |               |                                  |                                       |
| 6. | 6.  | Mi lenne, ha... Koncoló megmentené Tony Starkot? (What If... Killmonger Rescued Tony Stark?)                                          | Bryan Andrews | Matthew Chauncey                 | 2021. szeptember 15. 2022. június 14. |
| Tony Stark-ot Afganisztánban szállítja egy konvoj, amikor rátámad a Tíz Gyűrű nevű terrorista szervezet. Ezen a ponton történik a változásː Mielőtt a Stark mellé becsapódott rakéta felrobbanna, felbukkan Erik "Koncoló" Stevens és kimenti őt a csatatérről. Néhány nappal később Tony és Koncoló felfedik a világ előtt, hogy Obadiah Stane állt a támadás mögött, majd közösen elkezdenek építeni vibrániumból egy humanoid harci drónt, amit "Felszabadítónak" neveznek el. Mivel több vibrániumra van szükségük, hogy több drónt csináljanak, megbízzák James "Rhodey" Rhodes-ot, hogy szerezzen nekik Ulysses Klaue-tól. Koncoló kérésére Klaue eljuttatja a tranzakció hírét Wakandába is, hogy magukhoz csalják T'Challát. Majd Koncoló megöli T'Challát Rhodey-val együtt és úgy állítja be a tetthelyszínt, mintha egymást nyírták volna ki. Erről Tony is tudomást szerez és szembeszáll Koncolóval az egyik drónnal, de Koncoló vele is végez és itt is a wakanda-iakat állítja be tettesként. Klaue segítségével visszatér Wakandába, majd őt is elteszi láb alól és újra találkozik a családjával. Thaddeus Ross is megtudja mi történt Rhodey-val és Tony-val, ezért támadás indít Wakanda ellen a drón hadsereg aktiválásával, de Koncoló a wakanda-i véderő vezetésével visszaveri a támadókat. Nem sokkal ezután Koncoló megkapja a szív alakú gyógynövényt és ő lesz az új Fekete Párduc. Mialatt az Egyesült Államok egy újabb támadást szervez Wakanda ellen, T'Challa húga, Shuri meglátogatja Pepper Potts-ot és elárulja neki Koncoló valódi szándékait. Majd felajánlja neki, hogy fogjanak össze és tárják fel együtt az igazságot. |     | |               |                                  |                                       |
| 7. | 7.  | Mi lenne, ha... Thor egyke lenne? (What If... Thor Were an Only Child?)                                                               | Bryan Andrews | A.C. Bradley                     | 2021. szeptember 22. 2022. június 14. |
| Az eredeti történettől eltérően Odin a jégóriásokkal vívott csata után Lokit nem fogadta örökbe hanem visszaadta apjának Laufey-nek. Thor féktelen és felelőtlen, folyton "bulizó herceggé" lett. Míg Odin időszakos álmát alussza és anyja, Frigga távol van, Thor a Földre utazik Sif-el, Fandral-al, Volstagg-el és Hogun-al, hogy egy nagyot bulizhassanak Frigga tiltása ellenére. Még Heimdall elől is el tudnak rejtőzni. A partira mindenféle idegent elhívnak vendégnek (néhány ismerős karakterː Nebula, Drax, Mordály, Howard a kacsa, a Nagymester, Korg, Mantis, Skrullok, Surtur, Loki és a jégóriások). Érkezésük felkelti Jane Foster és Darcy Lewis figyelmét, akik végül csatlakoznak a csapathoz. A S.H.I.E.L.D. igazgatója, Maria Hill (Nick Fury-t a nagy bulizás közben Korg véletlenül kiüti és eszméletlen állapotba kerül ezért Hill helyettesíti őt) véget akar vetni a Thor-féle bohóckodás okozta pusztításnak ezért csipogón hívja is Carol Danvers-t. Carol nem tudja legyőzni őt anélkül, hogy teljes erejét használná, mert akkor a lakosság bánná a pusztítást. Darcy és Hill felvetik hogy egy kevésbé lakott területen harcoljanak. Jane eközben eléri Heimdall-t és az ő segítségével felveszi a kapcsolatot Friggával és elmond mindent. Hill nukleáris csapásra készül, míg Carol és Thor újból harcolnak, de az utolsó pillanatban Frigga közbelép. Thor előad egy mesét miszerint tanulni jöttek a Földre. Thor anyja el is indul a bolygóra. Thor a többiek segítségét kéri a rombolás nyomainak eltüntetéséhez (Pl. Thor feldönti a Stonehenge összes kőtömbjét, Surtur megrongálja a Szabadság-szobrot, a jégóriások kifigurázzák és jégszakállat kreálnak a Rushmore-hegyen levő összes elnök arcára). Thor a nagy takarításban még a Pisai ferde tornyot is egyenesre állítja vissza. Mikor Frigga megérkezik, Thor és a többiek tanulást színlelnek. A nő majdnem elhiszi az átverést, de Thor partikellékekkel feldíszített pörölye lebuktatja. Végül Thor elhívja Jane-t randevúra. A záróképen Ultron jelenik meg egy kisebb sereggel, majd felfedezhető hogy Ultron Vízió testében rejtőzik. Ezen kívül birtokában van mind a hat Végtelen Kő. |     | |               |                                  |                                       |
| 8. | 8.  | Mi lenne, ha... Ultron győzne? (What If... Ultron Won?)                                                                               | Bryan Andrews | Matthew Chauncey                 | 2021. szeptember 29. 2022. június 14. |
| Tony Stark meggondolatlanul létrehozza Ultron-t, a mesterséges intelligenciát, hogy pajzsot emeljen a világ köré, ám Ultron öntudatra ébred és úgy hiszi, hogy el kell pusztítania bolygónkat ahhoz, hogy elhozza a békét. Majd némi vibránium segítségével alkot egy új testet magának és belehelyezi az Elmekövet. Ezen a ponton történik a változásː Ultron még időben át tudja telepíteni a tudatát a testbe, mielőtt a Bosszúállók lenyúlnák azt. Ezután végez velük és egy nukleáris holokauszt következtében kiirtja az emberiséget, vele együtt más bolygókat is szerte az univerzumban (köztük Asgard-ot, a Sakaar-t, a Sovereign-t, Ego-t és Xandar-t). Pusztítása során a Galaxis Őrzőit és Marvel Kapitányt is elteszi láb alól. Majd felbukkan Thanos, aki próbálja megkaparintani magának az utolsó Végtelen Követ, de Ultron legyűri őt is, és átveszi tőle a másik öt Követ. Natasha Romanoff és Clint Barton, az egyetlen túlélők a Földön, megtalálják Arnim Zola lementett tudatának egyik másolatát és arra próbálják felhasználni, hogy feltöltsék Ultron-ba és elpusztítsák. Clint feláldozza magát, hogy Natasha és Zola (akinek a tudata Ultron egyik drónjába került) el tudjanak menekülni. Sajnos a terv nem sikerül, mivel Ultron már nem az ő univerzumukban van. Ez idő alatt Ultron tudomást szerzett a multiverzumról és rátámad a Szemlélőre, akivel számos világon keresztül mérkőzik meg. Ultron felülkerekedik a Szemlélőn, de ő még időben meg tud előle lépni, majd Legfőbb Strange-hez fordul segítségért. |     | |               |                                  |                                       |
| 9. | 9.  | Mi lenne, ha... a Szemlélő megszegné az esküjét? (What If... the Watcher Broke His Oath?)                                             | Bryan Andrews | A.C. Bradley                     | 2021. október 6. 2022. június 14.     |
| A Szemlélő maga mellé toborozza Carter Kapitányt, Űrlord T'Challát, Party Thor-t, Koncolót és Gamora egyik variánsát (aki az ő univerzumában megölte Thanos-t), majd Legfőbb Strange-el együtt létrehozza a Multiverzum Őrzői nevű csapatot, hogy közösen szembeszálljanak Ultron-nal. Miután a Szemlélő egy lakatlan világba küldi a csapatot, hogy felkészülhessenek a harchoz, Thor véletlenül magukhoz csalja Ultron-t. Miközben a két oldal közt zajlik a csata, T'Challa lenyúlja a Lélekkövet Ultron-tól és a csapat megszökik, míg Strange egy zombi sereg megidézésével, a zombivá lett Wanda Maximoff-al együtt, feltartóztatja Ultron-t. Hőseink megérkeznek Ultron univerzumába, ahol a Lélekkővel tervezik működtetni Gamora úgynevezett "Végtelen Zúzóját" (ám később kiderül, hogy egyedül csak Gamora univerzumában képes elpusztítani a Végtelen Köveket), de megzavarja őket az e világból származó Natasha Romanoff. Ultron ismét rájuk lel és elkezdődik a harc a Lélekkőért, míg Natasha szemen nem lövi Ultron-t Sólyomszem nyilával, amiben Arnim Zola lementett tudata rejlik. Zola belülről semmisíti meg Ultron-t, miközben Koncoló elárulja a csapatot és megszerzi magának a Köveket. Zola, Ultron testét irányítva, összecsap vele, de a Szemlélő és Strange egy "zseb dimenzióba" zárják őket. Strange visszatér a saját, semmivé lett univerzumába, ahol a végtelenségig őrzi Koncolót és Zolát. A Szemlélő minden Őrzőt visszajuttat a saját univerzumába, kivéve Natashát, akit abba az univerzumba küld, ahol Hank Pym kiiktatta a Bosszúállókat, hogy segíteni tudjon Steve Rogers-nek és Carol Danvers-nek megállítani Loki-t és asgard-i seregét. A stáblista utáni jelenetben Carter Kapitány az ő univerzumában lévő Natashával rálel a Hydra-ölő páncélra, de arra lesznek figyelmesek, hogy valaki a páncélban van. |     | |               |                                  |                                       |

### Második évad (2023)
| Sor. | Év. | Cím | Rendező        | Író                               | Premier            |
| --- | --- | --- | -------------- | --------------------------------- | ------------------ |
| 10. | 1.  | Mi lenne, ha... Nebula beállna a Nova hadtestbe? (What If... Nebula Joined the Nova Corps?)                                        | Stephan Franck | Matthew Chauncey                  | 2023. december 22. |
| Az Első Nova Nebulát toborozza, hogy csatlakozzon a Nova hadtesthez, miután Thanos Ronan, a vádló kezei által elpusztult. Öt évvel azután, hogy Xandart elzárták az univerzumtól, hogy megvédjék Ronan erőinek inváziójától, Nebula felfedezi Yondu Udonta holttestét, ami után Első Nova utasítja, hogy vizsgálja ki a gyilkosságot. A kaszinótulajdonos Howard, a kacsázól való konzultáció során Nebula megtudja, hogy Yondu a Yaka nyílban rejtette el a Xandar körüli pajzs kódjait. Mivel meg akarja semmisíteni a kódokat, mielőtt azok kiszivárognak, a Kree katona, Yon-Rogg segítségét kéri, hogy beszivárogjon a Nova hadtest központi számítógépébe, de Yon-Rogg végül elárulja őt, és elárulja, hogy ő és Első Nova azt tervezik, hogy a társadalom további szétesésével a kódokat tartalmazó pajzs megnyitásával átadják a Xandart Ronan-nak, míg utóbbi az együttműködéséért jutalmul továbbra is megtartja pozícióját a bolygón. Első Nova utasítja az embereit, hogy végezzék ki Nebulát, aki megszökik, és Howard és beosztottjai – Groot, Korg és Miek – mentik meg, akik csatlakoznak hozzá, hogy megállítsák Első Novát. A csata során Nebula elárulja, hogy rájött Első Nova árulására, amikor a küldetést rábízta, és megváltoztatta a kódot, hogy a pajzs újra bezáruljon elpusztítva a hajót és megölve Ronant. Első Nova megpróbál elmenekülni, de Nebula megállítja, és végül a halálba zuhan. A pajzs újra kinyílik, miközben Nebula felkészül a Xandar további védelmére. |     | |                |                                   |                    |
| 11. | 2.  | Mi lenne, ha... Peter Quill rátámadna a Föld legnagyobb szuperhőseire? (What If... Peter Quill Attacked Earth's Mightiest Heroes?) | Bryan Andrews  | Matthew Chauncey                  | 2023. december 23. |
| Egy alternatív 1988-ban Peter Quillt a Fosztogatók az apjához, Egóhoz viszik, aki arra biztatja, hogy segítsen folytatni a terjeszkedést. Hat hónappal később, miután több világot (köztük Jotunheimet és Asgardot) elpusztítottak, Peter a Földet veszi célba. Válaszul Peggy Carter és Howard Stark összeállít egy csapatot: Bill Foster, T'Chaka vakandai király, Bucky Barnes / A Tél Katonája, Wendy Lawson / Mar-Vell és egy vonakodó Hank Pym, aki magával hozza a lányát, Hope-ot is. A Coney Islanden történt dulakodás után a csapatnak Thor segítségével sikerül feltartóztatnia Petert. Ahogy a csapat megbeszéli, Peter kiszabadul Hope által, és Missouriba utazik. Miközben a többiek és Thor segítenek Carter seregeinek visszatartani Egót, Hank és Lawson találkoznak Peterrel, aki meglátogatja az anyja sírját, és a szimpatikus Hank meggyőzi őt, hogy álljon ki az apja ellen. Barnes (manipulátorai befolyása alatt) Peter meggyilkolására készül, mígnem Stark emlékezteti őt kollégájára, Steve Rogersre. Éppen amikor Ego legyűri a hősök és Carter erőit, és megpróbálja megszerezni a magját, Hank és Peter időben érkezik, hogy megállítsa őt, Peter pedig a maggal elpusztítja Ego avatárformáját. Miután megünnepelték a győzelmet, a csapat elindul, hogy szembeszálljon Ego bolygóformájával. |     | |                |                                   |                    |
| 12. | 3.  | Mi lenne, ha... Happy Hogan megmentené a karácsonyt? (What If... Happy Hogan Saved Christmas?)                                     | Bryan Andrews  | A. C. Bradley és Matthew Chauncey | 2023. december 24. |
| Karácsony este Happy Hogan azt a feladatot kapja, hogy felügyelje a Bosszúállók tornyának biztonságát az éves ünnepi partira, amíg Justin Hammer és két csatlósa megszökik a börtönből, és megostromolják a tornyot Tony Stark technológiájáért és Bruce Banner vérmintájáért. Maria Hill megsérül, miközben megpróbálja elfogni Hammert. Hogan a Hulk-vérmintát próbálja megmenteni, de véletlenül beadja magának, aminek következtében lassan egy lila Hulk-szerű szörnyeteggé változik. Mivel a Bosszúállók a karácsonyi ünnepségekkel vannak elfoglalva, a J.A.R.V.I.S. pedig nem működik, Hogan kapcsolatba lép Darcy Lewisszal, akit megbíz, hogy keressen egy mesterséges intelligenciát a torony rendszerének újraindításához. Éppen amikor Hammer és csatlósai túszul ejtik Lewist és Hillt, a teljesen átalakult Hogan szembeszáll vele, menekülésre kényszeríti Hammer csatlósait, és megsemmisíti az eltérített Vaslégiós szondákat. Hammer átveszi az irányítást Stark Hulkírtó páncélja felett, de Hogan legyőzi őt, mielőtt a Bosszúállók megérkeznek. Miközben Hammert őrizetbe veszik, Hogant megdicsérik az erőfeszítéseiért, miközben ő és a Bosszúállók folytatják a karácsonyi partit, mielőtt Thor megérkezik. |     | |                |                                   |                    |
| 13. | 4.  | Mi lenne, ha... Vasember összetűzésbe kerülne a Nagymesterrel? (What If... Iron Man Crashed Into the Grandmaster?)                 | Bryan Andrews  | A. C. Bradley                     | 2023. december 25. |
| 2012-ben Tony Stark átirányít egy nukleáris rakétát a Chitauri anyahajó felé, megmentve ezzel New Yorkot. A féregjárat azonban bezárul, mielőtt visszatérhetne a Földre, és Starkot az űr más részeire rántja, így a Sakaaron kényszerleszállást hajt végre. Starkot a Sakaar uralkodója, a Nagymester kényszeríti, hogy maradjon. Az előbbi részt vesz a sakaari nagydíjon, egy halálversenyen, ahol számos versenyző versenyez a Nagymester szórakoztatására. Stark beavatkozik a versenybe, hogy megmentse az egyik versenyzőt, Korgot, de találkozik Gamorával, akit Thanos azért küldött, hogy megölje Starkot megtorlásként, amiért megállította a Chitauri inváziót. A Nagymester fő végrehajtója, Topaz elfogja Gamorát és Starkot is, és bebörtönzi őket. Stark később megszökik, de miután megtudja Gamora célját, úgy dönt, hogy marad, hogy megmentse Sakaart a Nagymestertől. Stark Korgot és Valkűrt toborozza, új Vasember-ruhát épít, és kihívja a Nagymestert egy versenyre Sakaar uralkodói címéért. A Nagymester számos csalási módszert alkalmaz, de Stark végül megnyeri a versenyt. Topaz megpróbálja megölni Starkot, de Valkűr összeütközik Topaz kocsijával, aminek következtében az előbbi botja eltalálja a Nagymestert, és pocsolyává olvasztja. Valkűrt a nép Sakaar új uralkodójává koronázza, és Stark távozik, miután vele és Korggal együtt ünnepelt. Gamora azonban elviszi Starkot Thanoshoz. Miután Stark korábban meggyőzte, hogy inkább a saját útját járja, minthogy apja árnyékában éljen, Gamora Topaz botját használja, hogy Stark segítségével megölje Thanost. Stáblista után a még élő Nagymester könyörög Topaznak, hogy gyűjtse össze a pocsolyaformáját. |     | |                |                                   |                    |
| 14. | 5.  | Mi lenne, ha... Carter Kapitány megküzdene a Hydra-ölővel? (What If... Captain Carter Fought the Hydra Stomper?)                   | Bryan Andrews  | A. C. Bradley                     | 2023. december 26. |
| A S.H.I.E.L.D. hajója a Lemurian Star visszafoglalására irányuló küldetést követően Peggy Carter kapitány és Natasha Romanoff egy még élő Steve Rogerst találnak a Hydra-Ölő páncéljában. Rogers mindkettőjüket megtámadja, mielőtt elpusztítja a hajót. A Nick Furyval folytatott eligazítás során Romanoff arra a következtetésre jut, hogy az 1953-ban eltűnt Rogers-t a Vörös Szoba ügynökei moshatták át az agyát. Carter és Romanoff segítenek Brock Rumlow-nak megvédeni Bucky Barnes-t, aki Rogers következő célpontja, mielőtt harcképtelenné teszik Rogers-t, és egy titkos skóciai rejtekhelyre utaznak. A ruha újraindítására tett kísérletek kudarcot vallanak, mivel az életben tartja Rogerst, bár minden egyes aktiválás csökkenti a túlélés esélyeit. Rogers ezután felajánlja, hogy segít Carternek leszámolni a Vörös Szoba vezetőjével, mielőtt elkíséri őt és Romanoffot egy korábbi KGB-tesztpályára. A hárman túlélnek egy rajtaütést, amelyet különböző automatizált drónok követnek el, mielőtt Rogers agymosását Melina Vostokoff újra aktiválja, aki bevallja, hogy ő rendezte meg a korábbi eseményeket. Carter harcol Rogers ellen, míg Romanoff Vostokoff Fekete Özvegyei ellen. Miután Carter könyörög neki, hogy hagyja abba a harcot, Rogers a Vörös Szoba felé repül, és a lány tiltakozása ellenére elpusztítja azt. Észrevéve Rogerst, Romanoff kilövi a csáklyáját, hogy megragadja őt, és Vostokoffhoz köti, aki meghal a robbanásban. Valamivel később Carter, aki meg van győződve arról, hogy Rogers még életben van, úgy dönt, hogy megkeresi őt. Miközben elbúcsúzik Romanofftól, Carter lába alatt egy portál nyílik meg, és egy másik univerzumba szállítja, ahol Fury és Wanda Maximoff középkori változataival találkozik. |     | |                |                                   |                    |
| 15. | 6.  | Mi lenne, ha... Kahhori felforgatná a világot? (What If... Kahhori Reshaped the World?)                                            | Bryan Andrews  | Ryan Little                       | 2023. december 27. |
| Miután Surtur a Ragnarök során elpusztítja Asgardot, a Tesseract a Haudenosaunee Konföderációban, a gyarmatosítás előtti Amerikában landol, amely évekkel később a mohawk törzsek földjévé válik. A 15. század végén egy fiatal mohawk nőt, Kahhorit és testvérét, Wahtát spanyol konkvisztádorok üldözik, akik a fiatalság forrását keresve feldúlták a falujukat. Kahhori és Wahta felfedeznek egy barlangot, ahol a tó található. A konkvisztádorok elfogják Wahtát, Kahhorit pedig lelövik, aminek következtében a tóba zuhan. A tó alján található Űrkő portált hoz létre, és Kahhorit egy másik dimenzióba teleportálja, ahol mohawk társai ápolják. Az egyik falubeli, Atahraks elmagyarázza, hogy a tóval kapcsolatba kerülő emberek az "Égi Világba" teleportálódnak, ahol hatalmakra tesznek szert és halhatatlanná válnak, de nem tudnak visszatérni az otthonukba. Kahhori marad, és megismerkedik a falusiakkal, miközben megismerkedik új képességeivel is. Végül a konkvisztádorok parancsnoka, Rodrigo Alphonso Gonzolo embereket küld a tóba, mert azt hiszi, hogy az a fiatalság forrása. A konkvisztádorok az Égi Világba teleportálódnak, ahol megpróbálják megtámadni a falusiakat, de Kahhori megállítja őket, aki az égi portált a földre kényszeríti, és visszatér az otthonába, hogy megmentse népét a konkvisztádoroktól. Később csatlakoznak hozzá az falu lakói, akik segítenek neki legyőzni a konkvisztádorokat és megmenteni a népét. Valamivel később Kahhori és a falu lakói szembeszállnak Izabella spanyol királynővel, és arra kényszerítik, hogy békét kössön a mohawk néppel. Stephen Strange megjelenik egy portálon, és gratulál Kahhorinak, miközben azt mondja, hogy már régóta keresi őt. |     | |                |                                   |                    |
| 16. | 7.  | Mi lenne, ha... Hela rátalálna a Tíz Gyűrűre? (What If... Hela Found the Ten Rings?)                                               | Bryan Andrews  | Matthew Chauncey                  | 2023. december 28. |
| Odin megelégelte Hela vérszomját a Kilenc Birodalomban, ezért száműzi őt a Földre, és megfosztja erejétől, elpusztítva a Mjolnirt és egy varázslatot helyezve a koronájára. Hela a középkori Kínában landol, ahol Hszü Ven-vu seregeivel kerül szembe. Megpróbálja visszaszerezni a koronát, de kudarcot vall. Ven-vu életben tartja Helát és megpróbálja beszervezni a seregébe, de Hela megszökik az erődjéből, miután nem sikerül ellopnia a Tíz Gyűrűt. Egy Hundun elkíséri Ta Lo birodalmába, ahol meggyőzi vezetőjüket, Csia-jit, hogy csatlakozhasson az ügyükhöz. Csia-ji megtanítja Helát a Ta Lo technikáira, miután a lány felismeri valódi vágyát az irányítástól való megszabadulásra. Miután Heimdall jelenti, hogy nem sikerült megtalálnia Helát, Odin ellátogat a Földre, hogy megtorlásképpen Ven-vu ellen harcoljon. Hela csatlakozik Ven-vuhoz és harcol Odin ellen, végül győz, és visszanyeri méltóságát a korona viselésére. Odin elismeri Hela növekedését, és átadja neki Asgard trónját. Hela egyesíti Asgard seregeit és Ven-vu Tíz Gyűrű szervezetét, és útnak indul, hogy biztosítsa a szabadságot a Kilenc Birodalomban és azon túl, és megmenti Gamora népét, amikor Thanos megtámadja őket. |     | |                |                                   |                    |
| 17. | 8.  | Mi lenne, ha... a Bosszúállók 1602-ben élnének? (What If... The Avengers Assembled in 1602?)                                       | Bryan Andrews  | A. C. Bradley és Ryan Little      | 2023. december 29. |
| Miután Wanda Merlin az 1602-es témájú univerzumba szállítja Peggy Cartert, aki beleegyezik, hogy segítsen neki és Sir Fury-nak, miután tudomást szerez egy közelgő támadásról. Valamivel később, amikor egy portál nyílik, megmenti Lokit attól, hogy belerángassák, de Hela királynőt nem tudja megmenteni, és Sir Harold "Happy" Hogan és a királyi sárgamellényesek az új Thor király parancsára levadásszák. Carter elrejtőzik, miközben a Szemlélő közli vele, hogy nem tartozik abba az univerzumba, amelynek az a sorsa, hogy meghaljon. Carter azonban ragaszkodik hozzá, hogy maradjon, hogy segítsen nekik, és felkeresi Tony Starkot, akinek a segítségét kéri Thor király jogarának visszaszerzésében, és ő mesél neki azokról az emberekről, akik segíthetnek ellopni azt. Loki kocsijára bukkanva találkozik Steve Rogers, Bucky Barnes és Scott Lang Robin Hood-témájú változataival, és csatlakozik hozzájuk egy kocsmában, de rajtaütnek Sir Hogan, a Sárgakabátosok és a Pusztító, akiket Carter leküzd. Készségesen őrizetbe veszik, és újra beszél a Szemlélővel, majd kiszabadítja magát és Bruce Bannert. Találkoznak Starkkal, aki felfedi a készülékét, majd Rogers, Lang és Barnes is találkozik velük. A csoport álruhába öltözve belép Thor király tárgyalótermébe, és várják Hulk jelét. Miután megérkezik, Carter szembesíti Thor királyt a jogar miatt, aki harcba száll vele. Miután Wanda Merlin közbelép, Carter elveszi a jogart, és a benne lévő Időkövet használja Stark készülékén, így kiderül, hogy az időeltolódott személy Rogers, aki véletlenül létrehozta az időanomáliát a Thanos elleni harc során, Carter kénytelen elbúcsúzni tőle, és visszaküldi az univerzumába, ami véget vet a közelgő portálnak. Egyedül tér vissza a kocsmába, ahol hirtelen a Legfőbb Strange találkozik vele.                                                                |     | |                |                                   |                    |
| 18. | 9.  | Mi lenne, ha... Doctor Strange közbelépne? (What If... Strange Supreme Intervened?)                                                | Bryan Andrews  | Matthew Chauncey                  | 2023. december 30. |
| A Legfőbb Strange elviszi Carter kapitányt a Sanctum Infinitumba, ahol elárulja, hogy különböző "világegyetem-gyilkosokat" fogott el, hogy vezekeljen múltbéli bűneiért. Strange megkéri Cartert, hogy segítsen elfogni egy szökött változatot, aki egy olyan univerzumba menekült, ahol a Hydra a Tesseractot használta a világ elpusztítására. Carter beleegyezik, a Szemlélő figyelmeztetése ellenére. Találkozik Kahhorival, aki felfedi, hogy Strange valójában hősöket és gonosztevőket egyaránt elfogott különböző univerzumokból, hogy betáplálja, egy szerkezetbe, amelyet azért hozott létre, hogy feltámassza saját univerzumát, amelyet közvetve elpusztított, amikor megpróbálta megakadályozni Christine Palmer halálát. Miközben Strange megpróbálja megölni Kahhorit, Carter kiszabadítja a Szentélyben bebörtönzött variánsokat, akik egymás ellen harcolnak, így ő és Kahhori el tudnak menekülni Strange elől. Thanos egyik változatával futnak össze, akit a Fekete Párduc Killmonger megöl. Felkészül, hogy megküzdjön velük, de Kahhori teleportálja őt a Végtelen Páncéljából, így Carter használhatja azt. Carter és Kahhori szembeszállnak Strange-el az ötvözőnél, ahol az elkezdi beledobálni a variánsokat. Carter segítségére vannak a variánsok, akik a fegyverüket adják a segítségére, így Kahhori mindannyiukat hazaküldheti, míg Strange lassan átveszi a hatalmat démoni énje felett. Végül Carternek sikerül elválasztania Strange-et démoni hasonmásától. Amikor az ötvöző kezd összeomlani, Strange feláldozza magát és démoni énjét is. A Szemlélő visszateleportálja Kahhorit az univerzumába, Cartert pedig a saját dimenziójába viszi, ahol feltárja, hogy Strange univerzuma helyreállt, bár maga Strange soha nem születik újra, és egy új Christine létezik benne. Carter megkéri a Szemlélőt, hogy mutassa meg neki a multiverzumot, mielőtt hazaviszi. |     | |                |                                   |                    |

### Harmadik évad (2024)
| Sor. | Év. | Cím | Rendező                         | Író                                                                                               | Premier            |
| --- | --- | --- | ------------------------------- | ------------------------------------------------------------------------------------------------- | ------------------ |
| 19. | 1.  | Mi lenne, ha... a Hulk megküzdene a Mech-Bosszúállókkal? (What If... The Hulk Fought the Mech Avengers?)               | Stephan Franck                  | Történet: A.C. Bradley és Bryan Andrews Tévéjáték: Bryan Andrews                                  | 2024. december 22. |
| Bruce Banner, hogy egyszer s mindenkorra megszabaduljon a Hulktól, véletlenül hatalmas mennyiségű gamma-sugárzással bombázza magát, aminek következtében megszületik az "Vezér" nevű szörnyeteg, amely egy tomboló kaidzsúvá válik, amely képes gamma-szörnyek seregét létrehozni. A Bosszúállók óriási mechákat hoznak létre, hogy szembeszálljanak a növekvő fenyegetéssel, de túlerőben vannak és megölik őket. A túlélő hősök – akik Sam Wilson, Monica Rambeau, Bucky Barnes, Marc Spector, Alexei Shostakov, Melina Vostokoff, Shang-Chi és Nakia – végül tíz évre visszaverik a szörnyeket. Amikor a Vezér újra felbukkan Wilson Banner segítségét kéri, aki egy távoli szigeten rejtőzködve él. Banner nem hajlandó belekeveredni, bár átadja Wilsonnak a "nagy Bosszúálló protokollt", amelyet eredetileg a Hulk megállítására készített. A protokollt használva a hősök mechái egyetlen hatalmas mechává egyesülnek, de a Vezér még mindig túl sok nekik. Banner úgy dönt, hogy segít a csapatnak, és egy gammabombával Godzilla-szerű "Mega-Hulkká" változik. Megöli a Vezért. Wilson emlékezteti őt a barátságukra, és megígéri, hogy ez soha nem fog megváltozni, aminek hatására Banner az ő szigetére vezeti a szörnyeket, ahol ő lesz az új uralkodójuk. |     | |                                 |                                                                                                   |                    |
| 20. | 2.  | Mi lenne, ha... Agatha Hollywoodba ment volna (What If... Agatha Went to Hollywood?)                                   | Bryan Andrews                   | Történet: Bryan Andrews, Matthew Chancey és Ryan Little Tévéjáték: Matthew Chancey és Ryan Little | 2024. december 23. |
| Agatha Harkness egy mágikus rituálét tervez, hogy elszívja Tiamut, a Föld magjában eltemetett égi erő erejét. Ennek érdekében úgy dönt, hogy színésznő lesz Hollywood aranykorában, és egy Howard Stark által rendezett filmben játszik. Harkness azt is eléri, hogy Stark elhívja Kingót, az utolsó Örökkévalót, akire szüksége van ahhoz, hogy a varázslata működjön, mivel a többi Örökkévaló erejét már leigázta és elvette. Egy teljes táncos számot követően Kingo elárulja, hogy ismeri Harkness valódi terveit, de végül meggyőzi, hogy segítsen neki, mivel a nő úgy tesz, mintha indítékai önzetlenek lennének a világ megmentésének vágyával, és beleegyezik, hogy a rituálé befejezése után elengedi Örökkévaló társait. Kingo árulásának tanújaként Arishem az Örökkévalókat létrehozó Égi, úgy dönt, hogy elpusztítja a Földet, ami arra ösztönzi Harkness-t és Kingót, hogy azonnal végrehajtsák a szükséges rituálét. Stark és komornyikja, Edwin Jarvis segítségével Harkness sikeresen átveszi Kingo és Tiamut erejét, és vadonatúj Égivé válik. Miután legyőzte Arishemet, Kingo meggyőzi Harkness-t, hogy mondjon le a régóta keresett Égi-hatalomról, és csatlakozzon hozzá a valódi filmes szakmában. A Cosmic Queen című filmjük vörös szőnyeges premierjén Kingo megjegyzi, hogy Arishem legyőzése talán a többi Égi figyelmét is a Földre irányította, de Harkness biztosítja őt, hogy "a folytatásra tartogathatja őket". |     | |                                 |                                                                                                   |                    |
| 21. | 3.  | Mi lenne, ha... Vörös Őr megállította volna a Tél Katonáját? (What If... The Red Guardian Stopped The Winter Soldier?) | Bryan Andrews                   | A. C. Bradley                                                                                     | 2024. december 24. |
| 1991-ben Alekszej Sosztakovot és Bucky Barnest elküldik, hogy visszaszerezzenek egy szuperkatonai szérumot Howard és Maria Starktól. Sosztakov megakadályozza, hogy Barnes megölje őket, és csak egy fiola szérumot szereznek meg. mivel nem tudják kivonni, a duó egy "Bástya" nevű kémet követ Las Vegasba, miközben a hatóságok és Bill Foster elől menekülnek. Dreykov titokban utasítja Barnes-t, hogy ölje meg a teherré vált Sosztakovot. Las Vegasban Sosztakov és Barnes rájönnek, hogy a Bástya Obadiah Stane, aki a szérummal kapcsolatos információkkal látta el az oroszokat, hogy a Starkokat kiiktassák a piacról. Stane megtámadja a duót, de Barnes megöli. Miközben a hatóságok és a vörös szoba által küldött különítmény ellepi a környéket, Barnes időt nyer Sosztakovnak a menekülésre, aki megsemmisíti a szérum utolsó fioláját. Barnes-t valamivel később visszaviszik a Hydra szibériai bázisára, ahol elmondja, hogy Sosztakov halott. Eközben Foster felkeresi Sosztakovot, és felajánlja neki, hogy még egyszer segíthet az Egyesült Államoknak. 21 évvel később Sosztakov a Bosszúállók oldalán harcol a New York-i csatában. |     | |                                 |                                                                                                   |                    |
| 22. | 4.  | Mi lenne, ha... Howard, a kacsa megnősült volna? (What If... Howard The Duck Got Hitched?)                             | Stephan Franck                  | Történet: Bryan Andrews, Matthew Chancey és Ryan Little Tévéjáték: Matthew Chancey és Ryan Little | 2024. december 25. |
| Thor hatalmas földi partija során Howard, a kacsa feleségül veszi Jane Foster gyakornokát és barátját, Darcy Lewist, akitől gyermeke születik, aki kezdetben tojás alakját ölti. A pár később meghívást kap a Nagymester intergalaktikus örömhajójára, mivel Yondu Udonta érdeklődni kezd a tojás iránt. A Nagymester eközben Howardot és Darcyt királyi családként kezeli, és meghívja őket egy reggelire, ahol a még ki nem kelt baba a főfogás. Éppen amikor Miek a tojás főzéséhez készül, Yondu ellopja azt, Howard és Darcy pedig hajóra száll, hogy üldözőbe vegyék. Nick Fury és Phil Coulson elmondja nekik, hogy mivel a gyermek a Kozmikus Konvergencia idején született, nagy dolgokra hivatott, és nagyjából mindenki által keresetté vált. A Tudástéren Yondu átadja a tojást Kaeciliusnak, aki megöli őt egy szertartás előtt, amelynek az lenne a vége, hogy Dormammu a gyermeket használja új gazdatestként. Howardnak és Darcy-nak sikerül beosonnia, és a S.H.I.E.L.D. megtámadja, azonban ahelyett, hogy segítenének megmenteni a helyzetet, inkább a tojást akarják őrizetbe venni, amiért a páros elmenekül, és a Jotunheimben élő fagyóriás Lokihoz fordul segítségért. Sajnos Laufey, Malekith, a Fekete Rend, Zeusz és Thanos is a tojás után ered, és üldözés veszi kezdetét. Howardnak és Darcy-nak sikerül elmenekülnie, a többiek még mindig a nyomukban vannak. Miközben gyermeküknek éneklik az I Was Made for Lovin’ You-t felkészülnek a végkifejletre, a tojás hirtelen aranyszínűvé válik, és az égbe emelkedik, ahol arany energiával sújtja az üldözőket. Pillanatokkal később egy ember/kacsa hibrid kikel belőle, akit Madárkának hívnak. Fury elismeri, hogy egy gyereknek a szüleivel kell lennie, és abbahagyja az üldözést, miközben Howard és Darcy békében hazatérnek. |     | |                                 |                                                                                                   |                    |
| 23. | 5.  | Mi lenne, ha... a kiemelkedés megsemmisítette volna a Földet? (What If... The Emergence Destroyed the Earth?)          | Stephan Franck                  | Történet: Bryan Andrews, Matthew Chancey és Ryan Little Tévéjáték: Matthew Chancey és Ryan Little | 2024. december 26. |
| Egy alternatív jövőben a kiemelkedés elpusztította a Földet évekkel azelőtt, hogy az Örökkévalók meg tudták volna állítani. Mivel a bolygó szó szerint darabokban maradt Tiamut születése miatt, Quentin Beck átvette a Stark Industries irányítását, létrehozva egy vasföderáció nevű drónhadsereget, hogy a túlélőket az irányítása alatt tartsa. A jelenben Riri Williamst Wong, Okoye, Valkűr és Ying Nan megkeresi, hogy csatlakozzon a "szövetségükhöz". Miután legyőzte Beck hadnagyát, Víziót, Williams egyesül az alkatrészeivel, és ember-szintézoid hibriddé válik. Miközben a szövetség feltartóztatja a vasföderációt, ő beszivárog Beck bázisára, hogy elpusztítsa az illúzióját működtető nanitokat. Williamsnek sikerül megfordítania a csata menetét, egészen addig, amíg a ruhája meg nem hibásodik, mivel már nem képes átlátni Beck illúzióin. Egyenesen egy börtöncellába kerül, ahol Beck elmagyarázza, hogy a nanitákat magába töltötte, vagyis az elméjével képes irányítani az illúziókat. A nanitok azonban őt is megölik, ezért most egyesülni akar a Vízióval, hogy tovább élhessen. Williams kiszabadul, de kiderül, hogy sosem hagyta el az aszteroidamezőt, a társai mind halottak, és minden, ami a Vízió legyőzése óta történt, csak illúzió volt. Mivel nem hagyhatja, hogy egy újabb univerzum bukjon el, a Szemlélő közbelép, és arra bátorítja Williams-t, hogy küzdjön. Elszívja Beck nanitjait, ezzel leállítja a vasföderációt, és a Bosszúállók logóját vetíti az égre, hogy reményt adjon a túlélőknek. Beck meghal, és a disztópikus birodalma megsemmisül. Máshol a Szemlélőt három másik Szemlélő is megfigyeli, akik nem örülnek neki, hogy túl sokszor avatkozott be.                                                                                                |     | |                                 |                                                                                                   |                    |
| 24. | 6.  | Mi lenne, ha... 1872? (What If... 1872?)                                                                               | Stephan Franck és Bryan Andrews | Történet: Bryan Andrews, Matthew Chancey és Ryan Little Tévéjáték: Matthew Chancey és Ryan Little | 2024. december 27. |
| Az 1860-as években Hszü Hszia-ling egy jobb élet reményében Amerikába menekült, hogy aztán a Csuklya áldozatául essen, a kínai bevándorlók áldozattá tételére és becsmérlésére irányuló tervének, amely a hatalom megszilárdításának eszköze volt. 1872-ben Shang-Chi Kate Bishop oldalán keresi a húgát, aki bosszút áll a családjának a Csuklya keze által okozott haláláért. Egy másik megtizedelt települést találnak, és találkoznak egy fiatal fiúval, Kvaj Csün-Fannal, aki azt állítja, hogy a Csuklya elment egy vonattal. Shang-Chi és Bishop, immár Csün-Fan kíséretében, megtalálják és felszállnak a vonatra, ahol rájönnek, hogy az eltűnt bevándorlók agymosáson estek át Sonny Burch jóvoltából. Csün-Fan a Szemlélő segítségével megszökik, míg Shang-Chi-t és Bishopot elfogják és a Csuklyához viszik, akiről kiderül, hogy Hszia-ling, aki megölte az eredeti Csuklya és ellopta az erejét. Burch bevallja, hogy megölte Bishop szüleit, miközben megpróbálja transzba ejteni őt a zsebórájával, amíg Csün-Fan meg nem szólaltatja a harangot és meg nem töri annak hatását, így Bishop kiüti őt, és kiszabadítja a foglyokat. Shang-Chi nem hajlandó csatlakozni a nővéréhez, és megpróbálja jó útra terelni. Amikor Hszia-ling éppen meg akarja ölni a bátyját, Bishop lelövi. A hegek elhalványulnak, a csuklya pedig elszáll, így a lány Shang-Chi karjaiban hal meg. A páros megfigyeli Csün-Fant, és kilovagolnak a naplementébe. Ezt követően a Szemlélő szembekerül a másik három Szemlélővel, akik úgy döntöttek, hogy megfizet a beavatkozásáért. |     | |                                 |                                                                                                   |                    |
| 25. | 7.  | Mi lenne, ha... a Szemlélő eltűnne? (What If... The Watcher Disappeared?)                                              | Stephan Franck                  | Történet: Bryan Andrews, Matthew Chancey és Ryan Little Tévéjáték: Matthew Chancey és Ryan Little | 2024. december 28. |
| Az ötödik dimenzióban a Szemlélő a másik három Szemlélő – az Eminenciás, a Megtestesült és a Hóhér – előtt áll a bíróságon, míg Peggy Carter kapitány egy Kahhoriból, egy felnőtt Byrdie-ből és egy Mjolnirral hadonászó Ciklonból álló csapatot vezet a multiverzális betörések megállítására. Miután megakadályozzák, hogy egy dimenziók közötti univerzumevő megtámadja a Föld-625-öt, Carter és csapata észreveszik a Szemlélő obszervatóriumának három szilánkját, és elhatározzák, hogy segíteni mennek neki. Miután a szilánkok szintézisére tett első kísérleteik kudarcba fulladnak, és két szilánkjukba kerülnek, a csoport fontolóra veszi, hogy segítséget kér a Végtelen Ultron egyik változatától, ugyanakkor beleegyeznek abba is, hogy az Téridő Variancia Alapítvány berendezéseit használják, hogy megmetszhessék őt, ha esetleg elszabadulna. A Ciklonnal folytatott beszélgetés után Carter elhatározza, hogy egyedül találkozik Ultronnal, ám az Eminenciás elfogja. Észrevéve Carter eltűnését, Kahhori, Byrdie és Ciklon szembesítik Ultront, aki elárulja, hogy rájött, hogy élet nélkül nincs béke, és arra a következtetésre jut, hogy hibát követett el, amikor kiirtott minden életet az univerzumában. Bár már túl késő a megváltáshoz, hajlandó vezekelni a tetteiért, és elnyeli a szilánkot, mielőtt beleegyezik, hogy elviszi őket Carter és a Szemlélő megmentésére. |     | |                                 |                                                                                                   |                    |
| 26. | 8.  | Mi lenne, ha... mi lenne, ha? (What If... What If?)                                                                    | Bryan Andrews                   | Történet: Bryan Andrews, Matthew Chancey és Ryan Little Tévéjáték: Matthew Chancey és Ryan Little | 2024. december 29. |
| A múltban Uatu nevű tanítványt toborzott az Eminenciás, hogy teljes jogú Szemlélővé váljon. A jelenben a Szemlélőt bíróság elé állítják a sorozatos beavatkozásai miatt, például azért, mert megadta Legfőbb Doctor Strange-nek a megsemmisített univerzum újrateremtéséhez szükséges információkat, megmentette Riri Williamst és Kuaj Csün-fant, valamint belekeverte Carter kapitányt az ügyeibe. A Szemlélőt és Cartert Ultron menti meg, aki feláldozza magát, hogy időt nyerjen nekik a menekülésre. A Szemlélők üldözőbe veszik őket, és megpróbálják eltörölni őket a létezésből, de a Szemlélő Carter csapatának megadja a Szemlélő erejét, mielőtt Carter feláldozza magát, hogy mindenkit elszállítson Legfőbb Strange univerzumába, ahol Strange, miután annak az univerzumnak az érző tudatává vált, eltávolítja az Eminenciás, a Megtestesült és a Hóhér erejét. A Szemlélő meggyőzi a triót, hogy tanuljanak azáltal, hogy vigyáznak az életre ebben az új univerzumban. Miközben Carter halálát gyászolják, a Szemlélő meghívja Kahhorit, Byrdie-t és Ciklont, hogy csatlakozzanak hozzá és vigyázzanak a multiverzumra. |     | |                                 |                                                                                                   |                    |